# ピトゥリアスピス綱

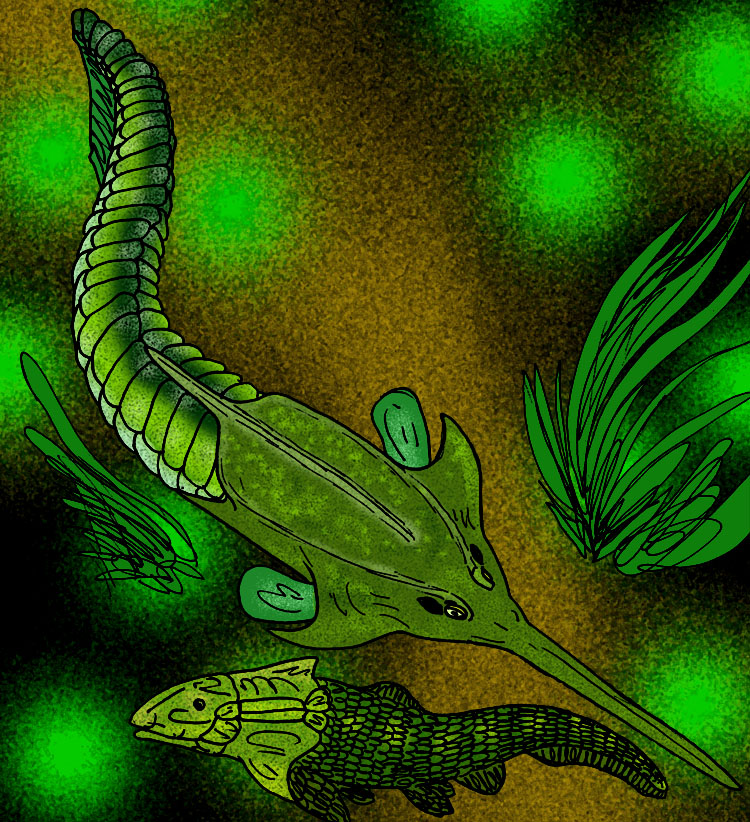
Pituriaspis doylei

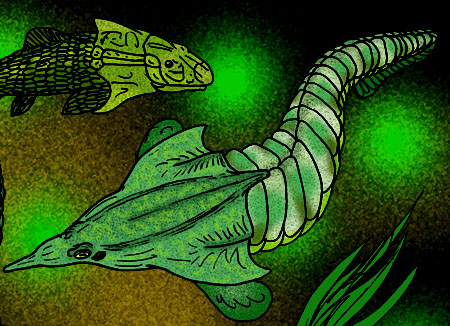
Neeyambaspis enigmaticus

ピトゥリアスピス綱 (Pituriaspida)は、デボン紀中期（約3億9000万年前）に生息した無顎類の分類群の一つである。頭部は頭甲に覆われ、前方に長く伸びた吻を持つ。板皮類などの魚類と共に、海や三角州に生息した。オーストラリア・クイーンズランド州西部のジョージナ盆地で発見された、Pituriaspis doyleiとNeeyambaspis enigmaticaの2種のみで構成される。
"Pituriaspida"は、しばしば「幻覚の盾」と訳される。 "Pituri"は、デュボイシアの葉とアカシアの灰から作られる幻覚剤で、アボリジニのシャーマンが用いた。ピトゥリアスピスの発見者Gavin Youngは、最初の個体を調べている際、彼は自身が幻覚を見ていると疑ったことから、この幻覚剤の名前に因んで名付けた。

## 形態
前方に長く伸びた突起は、ガレアスピス類や骨甲類のボレアスピス科などが持つものと類似している。だが、ピトゥリアスピス類は頭甲の上面に鼻下垂体孔(nasohypophyseal opening)を持たない、眼窩の直下に窪みを持つという点でこれらの魚類と異なっている。
より良く研究されたPituriaspis doylei は長く伸びた頭甲と槍のような吻を持つ。Neeyambaspis enigmaticaはより小さくて吻も短く、頭甲は三角形に近い。

## 分布
デボン紀のゴンドワナ東部からは、ピトゥリアスピス類以外に頭甲を持った無顎類（骨甲類や異甲類など）は産出しない。これは、ローラシア大陸とゴンドワナ大陸が海洋で隔てられ、浅海の生物の行き来がなかったことを示唆するものである。